# Antal Hetényi
Antal Hetényi (Budapest, 6 de octubre de 1947 – 5 de marzo de 2023) fue un judoca húngaro que participó en los Juegos Olímpicos.

## Carrera
Participó en los Juegos Olímpicos de Múnich 1972 en la categoría de -70 kg. Elimina en la primera ronda del Grupo B a Robert Sullivan de Reino Unido, luego elimina a Douglas Churchill de Australia pero es eliminado en los cuartos de final por Toyokazu Nomura de Japón; el eventual ganador de la medalla de oro.
En la ronda de repechaje elimina a Wang Jong-she de República de China pero pierde la final del repechaje ante el ganador de la medalla de plata Antoni Zajkowski de Polonia.